# Cappella (gruppo musicale)
I Cappella sono un gruppo musicale italiano di genere dance fondato negli anni '80 e tuttora attivo. Specializzato in brani eurodance con incursioni nella house e nella techno, in passato ha riscosso un notevolissimo successo soprattutto fuori dal loro paese d'origine, tanto da pubblicare alcune hit solo in determinate nazioni.

## Storia del gruppo
Il gruppo nacque negli studi dell'etichetta bresciana Media Records di Gianfranco Bortolotti, la stessa che ha prodotto anche i 49ers, inizialmente senza un'immagine ufficiale da proporre. Tra i collaboratori iniziali si ricordano Pieradis Rossini, Roby Arduini, Pagany, Max Persona, Mauro Picotto.
Il nome Cappella compare nel 1987. Tra i primi singoli vanno ricordati Bauhaus, uscito nel 1987 (costruito in maniera del tutto simile a un altro brano che imperversava nelle emittenti radio e discoteche all'epoca, ovvero Pump Up The Volume dei MARRS) interpretato dal cantante Ettore Foresti, e Get Out of My Case del 1989.
Successivamente uscirono alcuni brani di successo, tra i quali Take Me Away, interpretati da Loleatta Holloway. La ricerca di una vocalist/cantante a cui affidare non solo l'esecuzione, ma pure l'immagine del gruppo, fu causa di continui cambiamenti all'interno del gruppo, prima di arrivare a un impianto stabile. Tra la fine degli anni '80 e i primi anni '90, infatti, si passò dalla Holloway a Salee, che interpretò alcuni brani tra cui va ricordato U Got 2 Let The Music, il cui riff ricorda quello di Sounds Like a Melody degli Alphaville. Proprio quest'ultimo brano vide l'arrivo di quella che sarebbe stata la componente femminile del gruppo come cantante e immagine, ossia Kelly Overett, che interpretò il video di U Got 2 Let the Music.
Si era già arrivati in pieni anni '90 e il gruppo Cappella ormai necessitava di un'immagine ufficiale, visto il crescente successo dei brani realizzati. Si decise di affidarla (come si usava in quegli anni) a due performer, una donna e un uomo: la cantante Kelly Overett, appunto, e il rapper Rodney Bishop. In questa configurazione il gruppo Cappella raggiunse l'apice del suo successo, con brani che sono ricordati tra i più grandi successi nella storia della musica dance degli anni '90. Fra di essi Move on Baby, U & Me, Move It Up (pubblicate nel 1994) e Don't Be Proud (pubblicata nel 1995). Quest'ultima canzone segnò anche la fine della collaborazione di Kelly Overett con il gruppo: lasciò, infatti, alla fine del 1994. Voci di corridoio riferiscono che Kelly Overett venne licenziata perché non era una vera e propria cantante. In effetti varie conferme ufficiose e ufficiali vennero rilanciate su vari siti specializzati. Sembrerebbe, infatti, che i principali successi interpretati da Kelly avessero voci tratte da altre canzoni e riutilizzate nei brani del gruppo; tra gli altri, di Vicky Shepard (U & Me), di JM Silk (U Got 2 Let The Music) e di Ann-Marie Smith, cantante dei 49ers. La Shepard, tra l'altro, intentò causa contro la Media Records, sostenendo che venne riutilizzata la sua voce, tratta dal suo brano Love Has Changed My Mind del 1992. La Shepard perse la causa, perché U & Me venne pubblicata in tutto il mondo tranne che negli USA per cui non poté godere della protezione del copyright.
Rodney Bishop uscì dal gruppo agli inizi del 1995: anche di lui, voci insistenti che rimbalzano sui siti specializzati, riferiscono che in realtà diversi brani vennero interpretati da Mc Fixx (che già aveva collaborato con Twenty 4 Seven in I Can't Stand It nel 1990). Qualcuno si spinge oltre, sostenendo che si tratta della stessa persona. In ogni caso, Rodney venne sostituito temporaneamente dal rapper Patrick Osborne, per poi rientrare nello stesso anno a fianco della nuova cantante e cantante che aveva, nel frattempo, rimpiazzato Kelly Overett: Allison Jordan.
Il primo singolo che vide insieme la nuova coppia fu Tell Me the Way, che ebbe subito un notevole successo nelle classifiche europee. A seguire, nel gennaio del 1996, venne I Need Your Love. Nell'estate dello stesso anno venne pubblicato il secondo album dal titolo War in Heaven, seguito dal singolo Turn It Up and Down. Nel maggio del 1997 uscì l'ultimo successo del gruppo Cappella dal titolo Be My Baby. Da quel momento in poi una serie di brani venne pubblicata in diverse nazioni europee (Do You Run Away Now nei paesi scandinavi, The Big Beat in Olanda, U Tore My World Apart in Germania), ma con scarso successo e il gruppo Cappella entrò nella sua fase calante.
Nel 1998 uscì il terzo album dal titolo Cappella, ma solo per il Giappone. Allo stesso anno data la definitiva uscita di scena di Rodney Bishop, sostituito dal rapper e produttore Tiziano Pagani, che dette vita a diversi remix di successi dei Cappella. Nel 1999 Bortolotti comunica sul sito della Media Records che non lavorerà ulteriormente sul gruppo Cappella, e che quest'esperienza è da ritenersi per il momento conclusa.
Dall'inizio del nuovo millennio a oggi, diverse voci si sono susseguite su una ricostituzione del gruppo, tuttavia non seguite quasi mai da fatti concreti. Tranne che nel 2004, quando vide la luce il demo Angel, interpretato da una cantante e da un rapper. Nel frattempo vennero pubblicati diversi remix dei vecchi successi a opera di diversi DJ della scena nazionale e internazionale.
Una raccolta dei maggiori successi venne pubblicata in Germania nel 2005, seguita da un Greatest Hits nel 2006. A luglio 2010 esce un'altra raccolta di successi intitolata Best Of Cappella contenente quattordici brani con versioni inedite e alcuni brani presenti nell'album giapponese Cappella del 1998 e contemporaneamente ben due remix, U Got 2 Let The Music 2010 e U Got 2 Know 2010, curati e arrangiati da Falcon Niestolik. Sempre nel 2010 esce un remix di Take Me Away, curato dai Bootmaster dove spicca la versione di Sunny Marleen.
L'8 luglio 2011, dopo alcuni rinvii, esce un altro album, intitolato The Remixes e contenente dodici tracce remixate. A fine dicembre 2011 esce dall'etichetta indipendente Submental records il mix Power, remixata dai Bootmaster. Diverse le tracce remixate la più gettonata negli ambienti disco è indubbiamente la Da Clubbmasters Mix. Il 31 maggio 2013 esce un album di raccolta chiamato U Got 2 Let The Music - The Hits, contenente ben trenta brani e un dvd che include tutti i successi dei Cappella.
Il 12 aprile 2014 i Cappella son ritornati con una formazione rinnovata all'arena sportiva di Hasselt in Belgio, dove si sono esibiti dal vivo per il gran party di I love the 90's. Lis e il nuovo rapper Marcus Birks diventano di fatto i nuovi volti dei Cappella, che il 20 aprile 2014 si sono esibiti dal vivo in Italia. Birks è morto nel 2021 per complicazioni da Covid-19. Allison Jordan, conclusa l'esperienza con Cappella, ha intrapreso una nuova carriera di editrice, pubblicando la prima rivista sul paranormale in Gran Bretagna, intitolata appunto Paranormal. Rodney Bishop e Kelly Overett sono, invece, scomparsi completamente dalla scena.

## Discografia
Album in studio
- 1989 - Helyom Halib
- 1994 - U Got 2 Know
- 1996 - War in Heaven
- 1998 - Cappella

Raccolte
- 2005 - Best Of
- 2006 - Greatest Hits
- 2010 - Best of Cappella
- 2011 - The Remixes
- 2013 - U Got 2 Let the Music-The Hits

Singoli
- 1987 - Bauhaus (Push the Beat)
- 1989 - Helyom Halib
- 1989 - House Energy Revenge
- 1990 - Get Out of My Case
- 1990 - Everybody Listen to It
- 1991 - Everybody
- 1992 - Take Me Away
- 1993 - U Got 2 Know
- 1993 - U Got 2 Know (remix)
- 1993 - U Got 2 Let the Music
- 1994 - Move on Baby
- 1994 - U & Me
- 1994 - Move It Up/Big Beat
- 1995 - Don't Be Proud
- 1995 - Tell Me the Way
- 1996 - I Need Your Love
- 1996 - Turn It Up and Down
- 1997 - Be My Baby
- 1997 - Do You Run Away Now
- 1997 - U Tore My World Apart
- 1998 - U R the Power of Love
- 1998 - U Got 2 Let the Music '98
- 1998 - Throwin' Away
- 2002 - U Got 2 Know 2002
- 2004 - Angel
- 2004 - U Got 2 Let the Music 2004
- 2006 - U Got 2 Let the Music Technikal Remix
- 2007 - U Got 2 Know (Spenno, Dizzy & Sparky Rmx)
- 2010 - U Got 2 Let The Music 2010
- 2010 - U Got 2 Know 2010
- 2010 - Take me away (Feat. Bootmasters)
- 2011 - Power (Feat. Bootmasters)